# Pierre Albert de Dalmas
Pour les articles homonymes, voir Dalmas.
Pierre Albert de Dalmas, né le 10 juin 1821 à Paris et mort le 11 juillet 1891 à Pau (Pyrénées-Atlantiques), est un homme politique français.

## Biographie
Diplômé en droit, il se lance dans le journalisme sous la monarchie de Juillet. Entré au ministère des affaires étrangères en 1849. Il est nommé en 1851 sous-chef de cabinet du président, poste qu'il conserve sous l'Empire jusqu'en 1861. Conseiller général d'Ille-et-Vilaine, il est député de 1859 à 1870. Il siège d'abord dans la majorité dynastique, avant de s'en éloigner à partir de 1865, votant avec le Tiers-parti. Il est réélu en 1869 comme candidat indépendant. Il retrouve un siège de député entre 1876 et 1877, où il est au groupe bonapartiste de l'Appel au peuple, mais avec une grande liberté de vote.

## Sources
- « Pierre Albert de Dalmas », dans Adolphe Robert et Gaston Cougny, Dictionnaire des parlementaires français, Edgar Bourloton, 1889-1891 [détail de l’édition]